# Jean-Michel Gleize
Jean-Michel Gleize, FSSPX, (Montauban, Francia, 1966) es un sacerdote y teólogo francés. Pertenece a la Fraternidad Sacerdotal San Pío X.

## Biografía
Nació en Montauban (Francia) en 1966. Cursó estudios en  la École Nationale des Chartes -una gran escuela francesa que forma principalmente archiveros y bibliotecarios de muy alto nivel-, donde se graduó. Posteriormente ingresó en el Seminario de Écône (Suiza), donde realizó sus estudios de Letras clásicas, Humanidades, Filosofía y Teología.
Fue ordenado sacerdote en 1996. Ese mismo año fue nombrado profesor de Teología en el Seminario internacional San Pío X de Écône. Desde 1996 hasta hoy imparte las asignaturas de Apologética, Eclesiología y Teología Dogmática.
Fue miembro de la delegación de la Fraternidad Sacerdotal San Pío X en las conversaciones con la Santa Sede celebradas entre 2009 y 2012. En el contexto de estas conversaciones tuvo un enfrentamiento teológico -por medio de artículos- con el actual prelado del Opus Dei, Fernando Ocáriz.
Es, junto con el P. Álvaro Calderón, la principal referencia intelectual actual de la Fraternidad Sacerdotal San Pío X.

## Posiciones

### Amoris Laetitia
A raíz de la polémica suscitada por la exhortación apostólica Armoris laetitia del Papa Francisco, que permite -en la práctica- comulgar a personas divorciadas y vueltas a casar, el P. Gleize ha manifestado que:

El documento reafirma la indisolubilidad del matrimonio, pero afirma que es posible tratar a las personas divorciadas y vueltas a casar como si su actitud no constituyera una negación de la indisolubilidad (...). Es la distinción entre una declaración de principio ('el matrimonio es indisoluble') y una forma de actuar en la práctica ('el matrimonio es indisoluble, pero no se debe discriminar a los adúlteros en la Iglesia'). Alguien que favorece la herejía, que admite en la práctica la herejía que aparentemente no admite en la teoría. Esta forma de hacer las cosas es característica de los católicos liberales, quienes no son católicos en la misma medida que son liberales en su forma de actuar

Por lo que el Papa Francisco estaría aceptando él mismo -e invitando a aceptar a los fieles católicos- el dogma, pero invitándoles al mismo tiempo a proceder como si el dogma no fuese cierto. Pero, dado que "la herejía es adoptar una postura teorética contraria al dogma", no está claro que la posición de Francisco sea formalmente herética, aunque sí errónea.

### Infalibilidad de las canonizaciones
El P. Gleize ha sostenido que, si bien es cierto que la infalibilidad de las canonizaciones hechas por el Papa es doctrina común entre los teólogos posteriores al Concilio Vaticano I, lo cierto es que las canonizaciones posteriores al Concilio Vaticano II adolecen de insuficiencias —fruto de la nueva legislación— que llevan a pensar que no son ni pueden ser infalibles.

## Polémicas
En 2011, en el contexto de las conversaciones entre la Fraternidad Sacerdotal San Pío X y la Santa Sede, Fernando Ocáriz -actual prelado del Opus Dei, y en aquella época vicario general del Opus Dei-  publicó un artículo titulado La adhesión al concilio Vaticano II en L’Osservatore Romano, con el que pretendía desautorizar la posición de la FSSPX sobre el Concilio Vaticano II y el magisterio posterior. Poco después, el P. Gleize contestó con un extenso artículo tituldo Una cuestione cruciale: il valore magisteriale del Concilio Vaticano II y publicado en Courrier de Rome. En este artículo -que parece ser una respuesta oficial de la Fraternidad, al haber sido publicada posteriormente en todos sus medios de comunicación- aclara algunas de las nociones expuestas por Ocáriz, dejando en claro que el entonces vicario general del Opus Dei no había distinguido o matizado adecuadamente algunos términos o nociones clave que explican la posición oficial de la FSSPX desde la época de su fundador, Marcel Lefebvre.

## Obras

### Libros
- Vatican II en débat (2012). Con un prefacio del obispo Bernard Fellay.
- Le vrai visage de Luther (2017). Con un prefacio del obispo Bernard Tissier de Mallerais.
- Vrai Israël et faux judaïsme (2023).
- Super Hanc Petram. Contributions au courrier de Rome (2008 - 2016), vol. I (2023).

Además, ha escrito multitud de artículos en Courrier de Rome.